# Universo (Deda, Fabri Fibra e Neffa)
Universo è un singolo del DJ producer italiano Deda, pubblicato il 14 ottobre 2022 come primo estratto dal primo album in studio di Deda House Party.
Il brano vede la partecipazione alla parte vocale dei rapper italiani Fabri Fibra e Neffa.

## Video musicale
Il video, diretto da Matteo Bombarda, è stato reso disponibile il 27 ottobre 2022 attraverso il canale YouTube di Deda.